# Nathalie Zeiger
Nathalie Zeiger est une actrice française née en 1952 à Paris. L'essentiel de la filmographie de Nathalie Zieger est constitué par des films érotiques tournés pendant la période faste du genre.

## Biographie

### Carrière
Nathalie Zeiger est mannequin, quand, par l'intermédiaire d'un ami, elle rencontre le réalisateur Daniel Daert qui lui offre son premier rôle dans Les Félines avec Janine Reynaud pour partenaire. Celle-ci la présente à Michel Lemoine qui cherche une actrice pour son prochain film, Les Chiennes,. Arrivée un peu par hasard au cinéma, elle devient, avec Martine Azencot et Marie-Hélène Règne, une des actrices préférées du réalisateur qui l'emploi dans trois autres films : Les Confidences érotiques d'un lit trop accueillant en 1973, Les Petites Saintes y touchent en 1974 et Les Week-ends maléfiques du Comte Zaroff, interdit de sortie en salle. Elle tourne aussi à deux reprises pour Alain Robbe-Grillet dans Glissements progressifs du plaisir (1973) et Le Jeu avec le feu (1974).
Jolie blonde au sourire radieux et aux expressions juvéniles, Nathalie Zeiger interprète souvent des personnages candides. Si on la voit dans Gross Paris, une comédie de Gilles Grangier, elle ne parvient toutefois pas à sortir du registre érotique pour mener une véritable carrière d'actrice et l'arrivée du « hardcore » l'éloigne des plateaux,.

## Filmographie
- 1972 : Les Félines de Daniel Daert : Florence
- 1972 : Les Chiennes de Michel Lemoine : Tessa
- 1973 : Les Confidences érotiques d'un lit trop accueillant de Michel Lemoine : Nathalie, la fille à la fenêtre
- 1973 : Le Mariage à la mode de Michel Mardore : la mariée
- 1973 : Les Confidences de Sandra de Jean-Claude Roy : un modèle photo
- 1973 : Le Sexe nu de José Bénazéraf : Nathalie, la caissière du magasin
- 1973 : Glissements progressifs du plaisir d'Alain Robbe-Grillet : Sœur Maria
- 1973 : Le Plumard en folie de Jacques Lemoine : la jeune mariée
- 1973 : Gross Paris de Gilles Grangier : la fille du taxi
- 1974 : Les Petites Saintes y touchent (ou Jeunes Filles en extase) de Michel Lemoine : Agnès
- 1974 : Le Jeu avec le feu d'Alain Robbe-Grillet : Tania, la fille attaquée par les chiens
- 1974 : Cours du soir pour monsieur seul de Jean-Paul Marise : Vicky
- 1974 : Et avec les oreilles qu'est-ce que vous faites ? d'Eddy Matalon : Ludmilla
- 1974 : Le Pied ! de Pierre Unia : la fille du night-club
- 1975 : Les Onze Mille Verges d'Eric Lipmann : Madeleine
- 1975 : C'est bon pour la santé de Roger Grass : Marie-France, une fausse Scandinave
- 1976 : Les Week-ends maléfiques du Comte Zaroff de Michel Lemoine : Muriel
- 1980 : Mieux vaut être riche et bien portant que fauché et mal foutu de Max Pécas :

## Photographie
- 1975 : Lui (édition française), Novembre 1975